# غلين موراي (لاعب كرة قاعدة)
غلين موراي (بالإنجليزية: Glenn Murray)‏ هو لاعب كرة قاعدة أمريكي، ولد في 23 نوفمبر 1970 في مانينغ في الولايات المتحدة.

## وصلات خارجية
- غلين موراي على موقعبيزبول رفرنس.كوم (الدوري الرئيسي) (الإنجليزية)
- غلين موراي على موقعبيزبول رفرنس.كوم (الدوري الثانوي) (الإنجليزية)